# Galgo español
Galgo español är en hundras från Spanien som hör till gruppen vinthundar. Oftast brukar det anses att vinthundar spridits över Europa med romarna men ursprunget till galgo español anses ha kommit till Spanien ännu tidigare med kelterna. På modern spanska betyder galgo vinthund, men etymologiskt finns en teori om att galgo skall syfta på gallerna, romarnas namn på kelterna. Galgo español är en jakthund och dess jaktstil är hetsjakt, som på många håll är simulerad i hundsporten lure coursing. Från 1930-talet blev hundkapplöpning populärare i Spanien och inkorsning med greyhound började ske i ökande grad. På 1960-talet vidtog aktioner för att rädda rasen som blev erkänd av Fédération Cynologique Internationale (FCI) 1972. Galgo español skall vara en lugn, harmonisk hund och fungerar bra som sällskapshund. Pälsen hos rasen kan antingen vara korthårig eller medellång. Den medellånga pälsen är sträv och många olika färger förekommer hos rasen.